# Trâu núi
Trâu núi (danh pháp hai phần: Bubalus quarlesi) là một loài động vật có vú trong họ Bovidae, bộ Artiodactyla. Loài này được Ouwens miêu tả năm 1910.
Nó là loài hoang dã đặc hữu của Celebes. Nó bị đe dọa tuyệt chủng.

## Hình ảnh

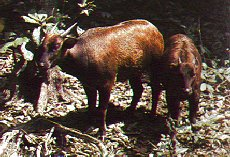
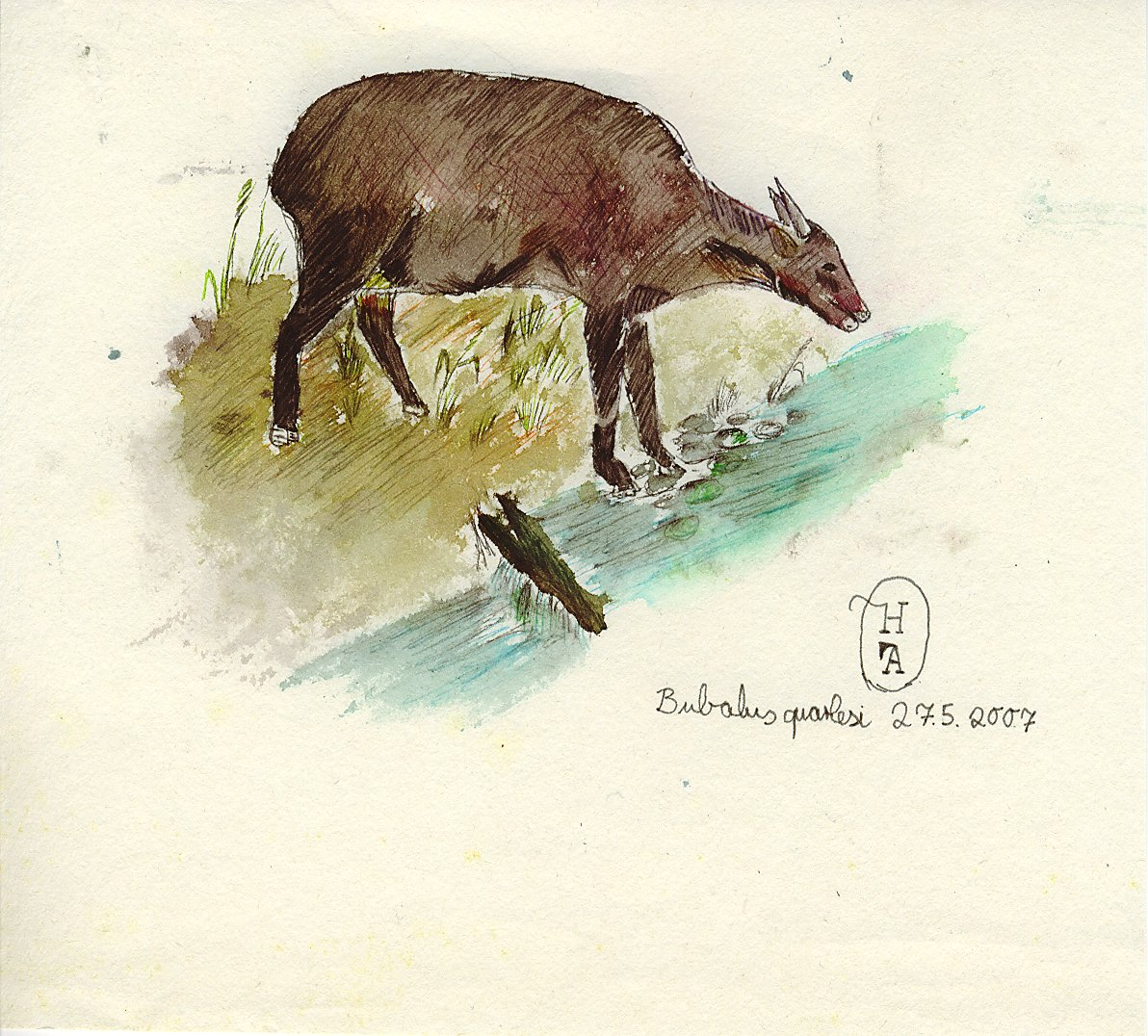
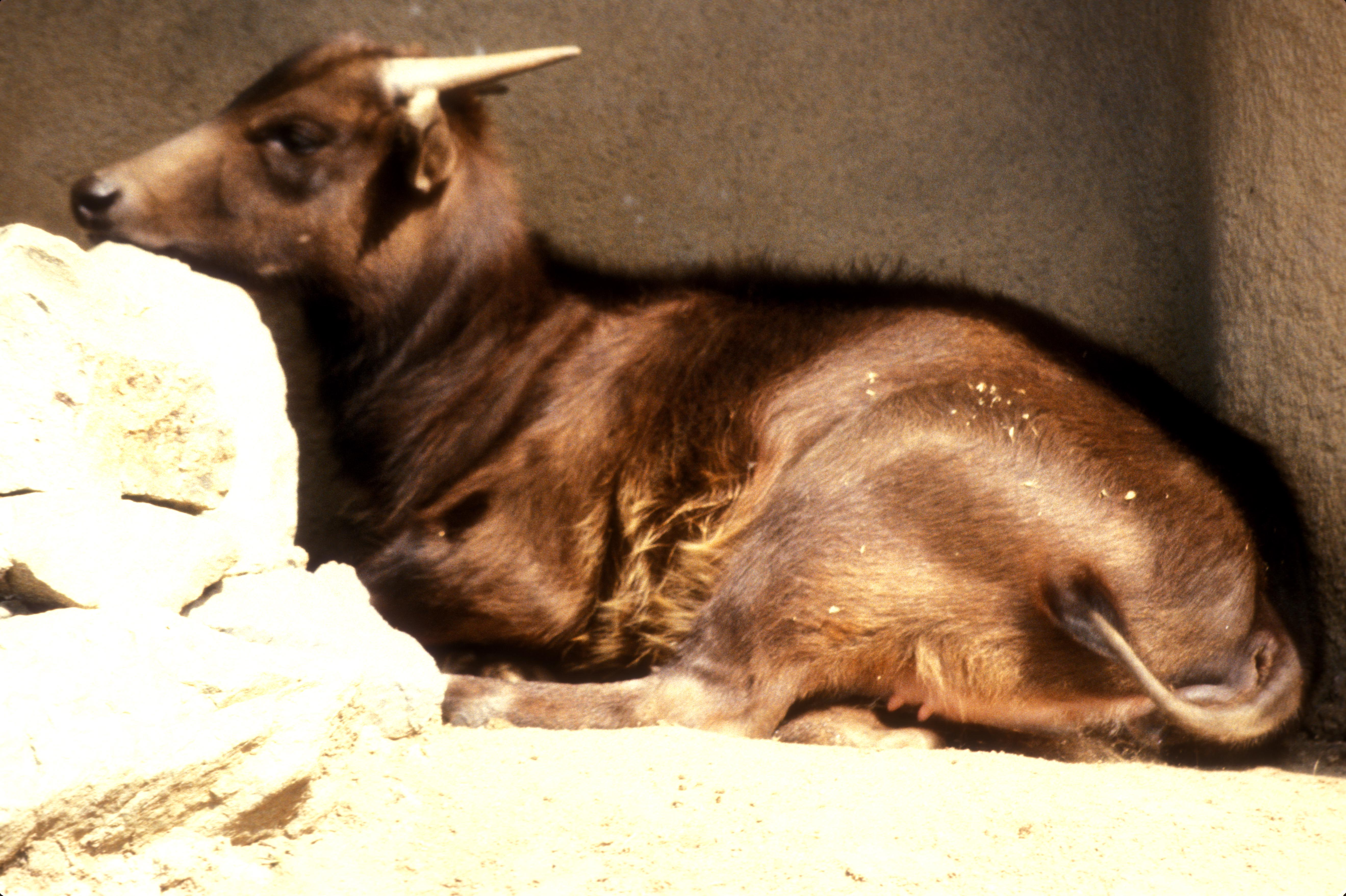
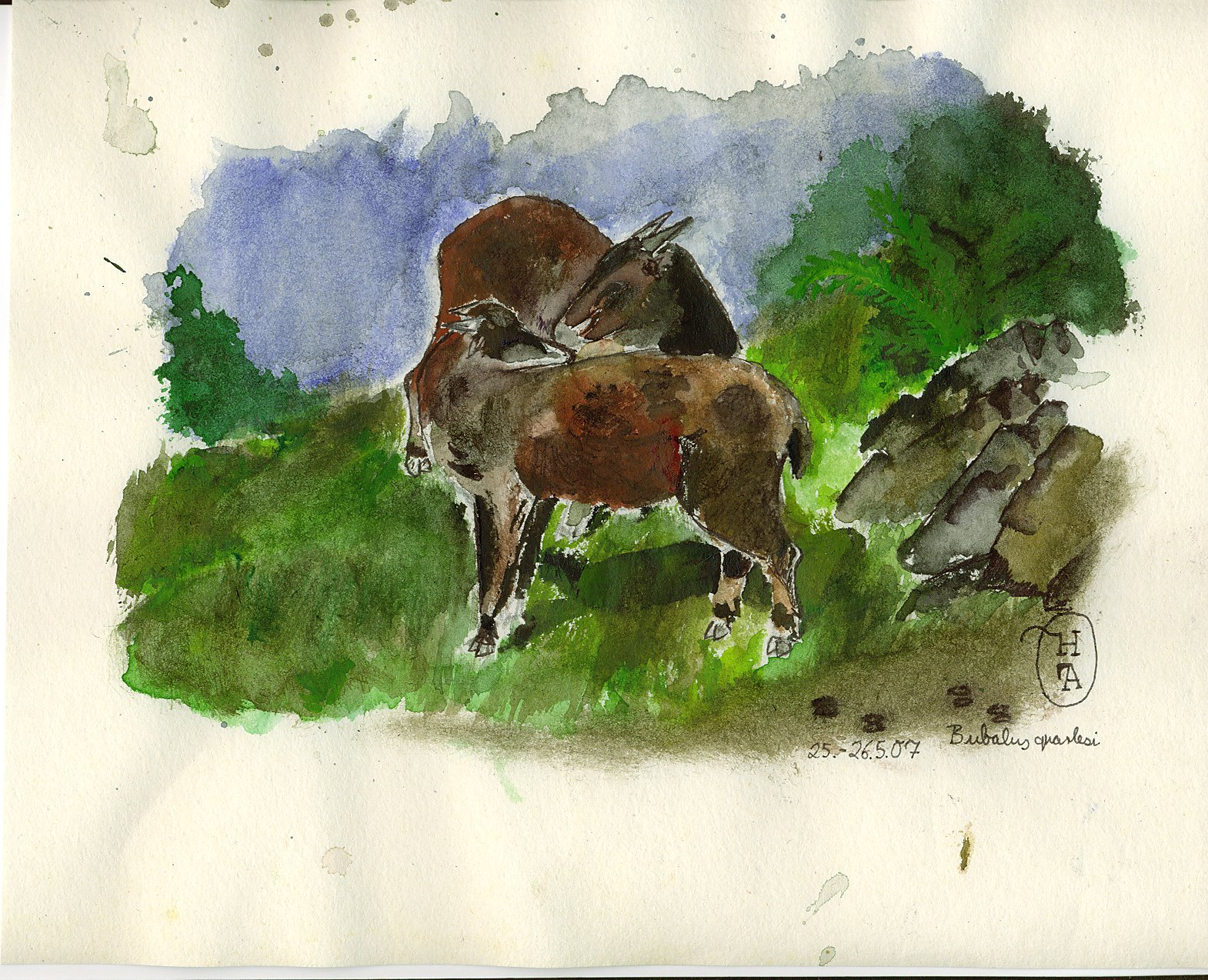